# Umberto Maria Casotti
Umberto Maria Casotti (Taranto, 1919 – Roma, 2000) è stato un pittore italiano.

## Biografia
Pittore inizialmente figurativo, con una vocazione coloristica di matrice post impressionista e una giovanile adesione al secondo futurismo, concentra le sue ricerche nell'ambito dell'astrazione geometrica.
Nasce a Taranto, figlio del pittore e xilografo Piero Casotti (1981-1942); ha compiuto studi classici al Liceo Foscarini di Venezia e si è laureato in giurisprudenza a Roma. 
Espone per la prima volta a Bergamo nel 1942. Dopo il conflitto, nel dopoguerra, si trasferisce a Roma, nel Quartiere Trieste, dove apre uno studio in cui rimarrà tutta la vita e dove, nel 1946, tiene una personale a "Il cortile" presentato da Nicola Ciarletta. Come invitato ha partecipato alla V, VI, e VII Quadriennale d'Arte di Roma; su invito di Marco Valsecchi alla mostra "Giovani artisti italiani" a Milano e di Lionello Venturi a "Nuove tendenze dell'Arte Italiana" alla ROME-NEW YORK Art Foundation in Roma. Ha tenuto una personale nel 1958 alla Galleria l'Attico di Roma, di cui è stato direttore e consigliere artistico dalla sua fondazione al 1959. Negli anni dal 1950 al 1952 ha risieduto in diverse città della Francia, realizzando le vetrate e il polittico per la cappella e le decorazioni per il salone delle feste, il teatro e il bar nell'hotel psychiatriche di Lannemezan.
Numerose le mostre collettive e personali: 1969, Galerie O. Landwerlin, Strasburgo;  1969, "Panorama della grafica in Italia, 1966-1969", Civitanova Marche";  1970, Galleria "Il foglio", Roma;  1971, galleria polyimnia, Rapallo;   1972, Galleria AL2, Roma;  1972, galleria Rizzoli, Roma;  1972, maison d'art alsacienne, Mulhause;  1974, galleria della trinità, Roma, 1976, Kama studio, Roma.
Nel 1979 realizza nella chiesa di San Giacomo a Vicenza le decorazioni delle pareti interne eseguite, date le notevoli dimensioni,  con colori vinilici stesi a spruzzo con l'ausilio di un compressore e l'aiuto di assistenti. 
Ha realizzato numerose cartelle grafiche con la tecnica serigrafica e accompagnate da testi di Nello Ponente, Cesare Vivaldi e Giulio Carlo Argan.
Ha insegnato dal 1962 presso il Liceo Artistico di Via Ripetta e porta Metronia a Roma, città dove è morto nel 2000.